# Luchtontvochtiger

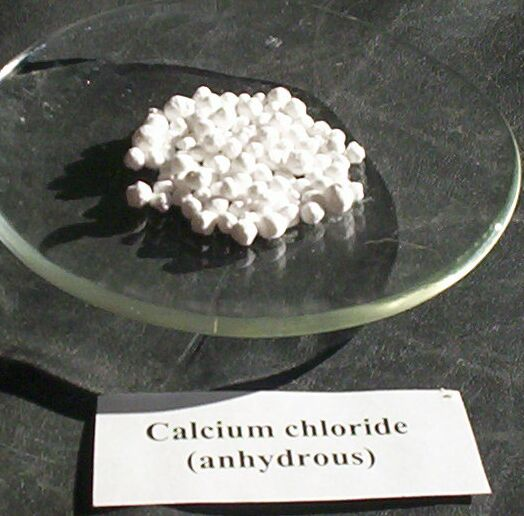
Korrels calciumchloride die in een luchtontvochtiger worden gebruikt

Een luchtontvochtiger of vochtvreter is een toestel dat dient om de luchtvochtigheid in een ruimte te verlagen of op een bepaald laag peil te houden. Er bestaan verschillende types luchtontvochtigers. Het eenvoudigste en in aanschaf goedkoopste type werkt op basis van een chemisch principe. Duurder in aanschaf maar krachtiger qua werking zijn elektrische ontvochtigers.

## Chemische luchtontvochtiger
Een chemische luchtontvochtiger bestaat uit een reservoir met kristalkorrels van meestal calciumchloride dat gebruikt wordt om vocht, condens en muffe geuren uit de omringende lucht op te nemen.
Het betreft een eenvoudig middel om de luchtvochtigheid in een ruimte te laten dalen. Dergelijke luchtontvochtigers worden vaak toegepast in slecht geventileerde, kleinere ruimtes, zoals kelders, kasten of garages, maar ze zijn ook geschikt voor auto’s, caravans en boten.
De calciumchloride reageert met water en waterdamp uit de te drogen omgeving. Er blijft een pekel achter: CaCl2 + 2 H2O → CaCl2·2H2O
Het grote voordeel van een chemische luchtontvochtiger is de aanschafprijs, die zeer laag is. De nadelen van chemische luchtontvochtigers zijn de beperkte capaciteit, het blijvend moeten vullen met chemicaliën en de milieubelasting en kosten van afvalverwerking.
Een eenvoudige variant vaak gebruikt in koelkasten om de luchtvochtigheid te laten dalen is een bakje met kattenbakkorrels.

## Elektrische luchtontvochtigers

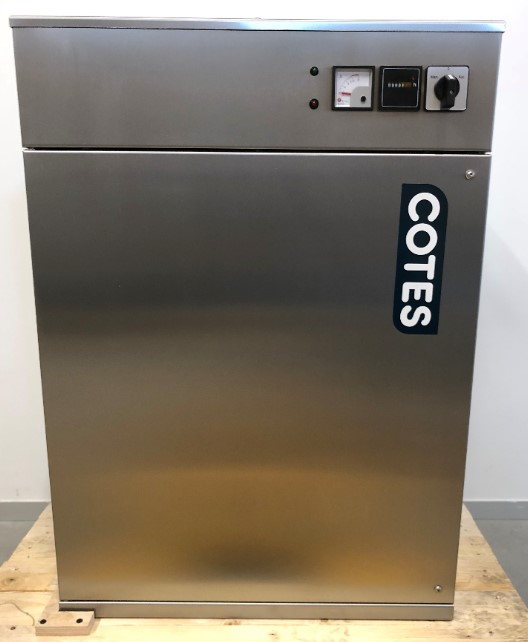
Buitenkant luchtdroger met rvs-omkasting

In een elektrische luchtontvochtiger wordt lucht aangezogen en eerst gefilterd om stofdeeltjes en andere verontreinigingen niet in het apparaat te laten. Een elektrische luchtontvochtiger is eenvoudig in gebruik. Afhankelijk van het type en de temperatuur kan de werking zeer krachtig en effectief zijn. Er bestaat een ruime keuze aan fabrikanten die vele modellen met verschillende capaciteiten en afmetingen op de markt brengen. Een typisch apparaat voor thuisgebruik kan tussen de 0,5 en 2 liter water per uur aan de lucht onttrekken.
De meeste moderne elektrische luchtontvochtigers hebben ook een regelsysteem waarmee men de vochtigheid op een bepaalde waarde kan instellen en hebben ook een tijdschakelaar om het apparaat op een gewenst moment automatisch in te schakelen.
Een elektrische luchtontvochtiger is uiteraard aanmerkelijk duurder in aanschaf dan een chemische en verbruikt ook relatief veel elektriciteit. Ook kan een dergelijk apparaat enige lichte geluidshinder opleveren. Voor zover een luchtontvochtiger in een vochtige hete ruimte wordt gebruikt heeft deze als nadeel dat de lucht dan wel minder vochtig wordt maar de temperatuur zal stijgen. Dit als gevolg van de warmte als gevolg van de gebruikte elektriciteit én het vrijkomen van de condensatiewarmte van de gecondenseerde waterdamp. 
Vanwege het vrijkomen van de condensatiewarmte werkt een elektrische luchtontvochtiger dus efficiënter dan een elektrische convectiekachel (terwijl om de luchtvochtigheid te verlagen er behalve verwarmd ook geventileerd moet worden met koudere, en dus drogere, buitenlucht). Bij elke milliliter condenswater komt, naast de verbruikte elektriciteit, immers ook 2,242 kJ aan condensatiewarmte vrij. Ontstaat per 1 kWh verbruik aan elektriciteit 900 ml condenswater dan is het rendement dus ((900 × 2,242) + 3600 / 3600) × 100% = 156%. Daarnaast kan de verlaging van de relatieve luchtvochtigheid ook tot een hogere behagelijkheidstemperatuur leiden. Het rendement neemt af bij een lagere relatieve luchtvochtigheid en (in het geval van condensorontvochtigers) lagere temperaturen. Bij gebruik in een badkamer is het rendement dus het hoogst.

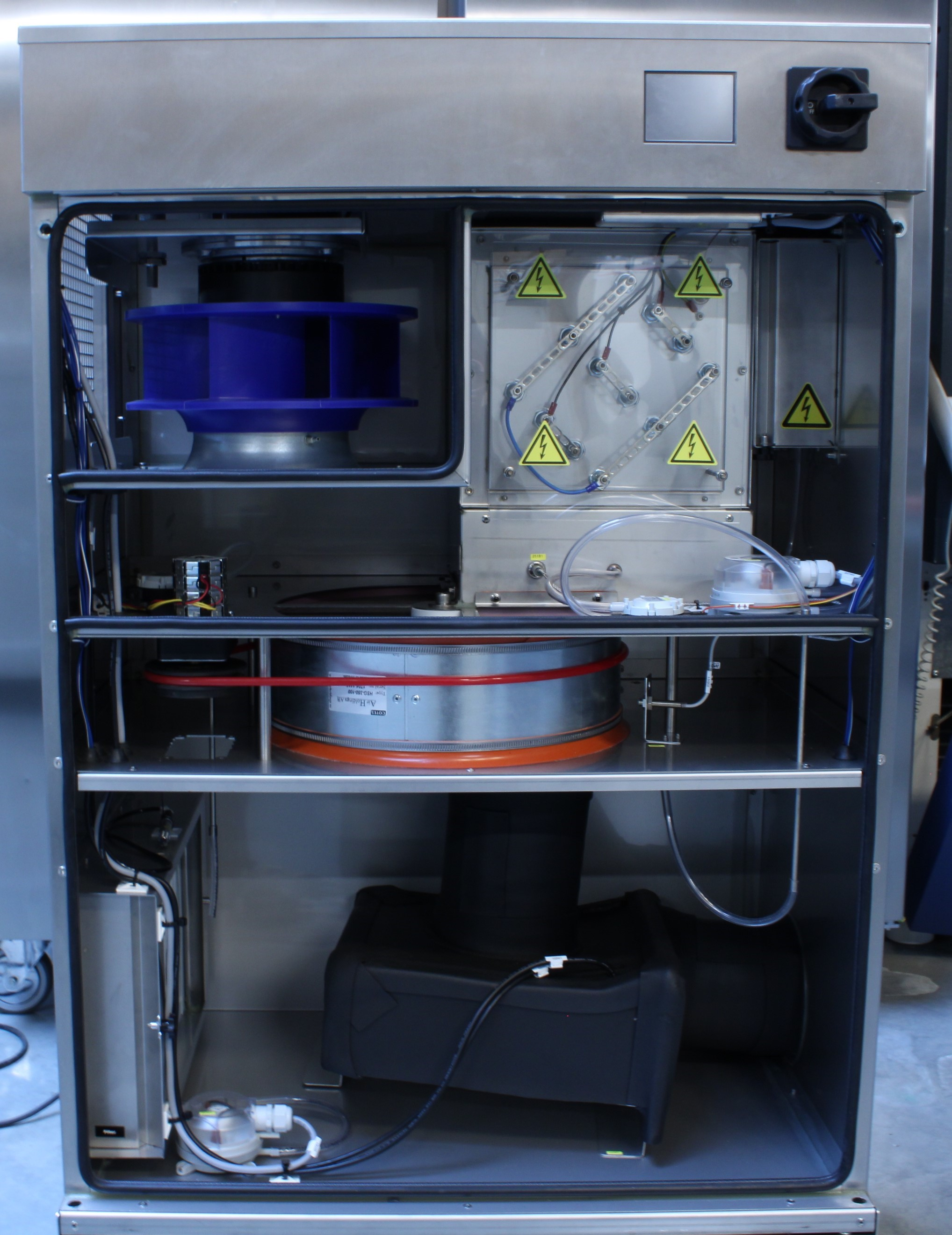
Binnenkant van een adsorptiedroger met al zijn onderdelen

### Op basis van een verdamper en condensor
In het apparaat wordt de lucht langs een verdamper geleid. Zodoende wordt de lucht geforceerd 10 tot 15 graden Celsius afgekoeld tegen het koude oppervlakte. Hierdoor condenseert er in de lucht aanwezige waterdamp tot water. Dit water wordt vervolgens opgevangen in een verzamelbak. De gedroogde lucht wordt door de condensor opgewarmd en verlaat zo droog en warm de ontvochtiger. Eenzelfde principe past men toe in airconditioning. In koude ruimtes hebben elektrische luchtontvochtigers op basis van een airconditioning als nadeel dat zij slecht, of zelfs niet, werken als gevolg van de lage temperaturen. Bij lage temperaturen zal er op de verdamper ijsvorming optreden.

### Op basis van een adsorptie-dessicant-schijf
Dit type droger kan gebruikt worden bij alle temperaturen en RV-waarden. De adsorptie luchtdroger (niet te verwarren met de absorptiekoeler) is echter efficiënter bij lage temperaturen (tot 0,5 graden Celsius) en bij hogere RLV-waarden. Deze droger werkt op basis van een chemische ontvochtiger zoals silicagel die is verwerkt in een luchtdoorlatende schijf met een honinggraatstructuur. Er wordt vochtige lucht (proceslucht) door de rotor geblazen die het vocht uit deze luchtstroom gaat opnemen en men dus droge lucht krijgt. Na verloop van tijd is de rotor volledig verzadigd en kan deze geen vocht meer opnemen. Om dit tegen te gaan, laat men de rotor traag ronddraaien (ongeveer 10 tr/min) en komt een klein deel van deze rotor terecht in de regeneratiezone. De regeneratie gebeurt door een kleine luchtstroom (regeneratielucht) op te warmen tot ongeveer 125 °C en deze door de rotor te blazen. Hierdoor gaat het wiel het opgenomen vocht terug afgeven en men dus vochtige lucht krijgt. Vervolgens wordt deze vochtige en warme lucht langs een warmtewisselaar geleid waardoor de ontstane vochtige lucht condenseert. Bij deze condensatie komt er condensatiewarmte vrij. Derhalve is bij een adsorptieluchtdroger, net als bij een condensorluchtdroger, het energetisch rendement hoger dan 100%. De regeneratieluchtstroom kan op verschillende manieren opgewarmd worden zoals: elektriciteit, gas, hernieuwbare energie, ... Doordat de rotor ronddraait krijgt men dus een constante ontvochtiging. De ontvochtigde lucht verlaat het apparaat met een temperatuur die 10 tot 12 graden hoger ligt. Doordat er in dit systeem geen gebruik gemaakt wordt van een compressor is een adsorptiekoeler ook geruislozer en lichter van gewicht. Een adsorptie-luchtdroger werd al toegepast in industriële toepassingen zoals het ontvochtigen van perslucht maar is nu dus ook beschikbaar voor huishoudelijk gebruik in bijvoorbeeld onverwarme kelders en caravans in de winterstalling.